# Фрескин

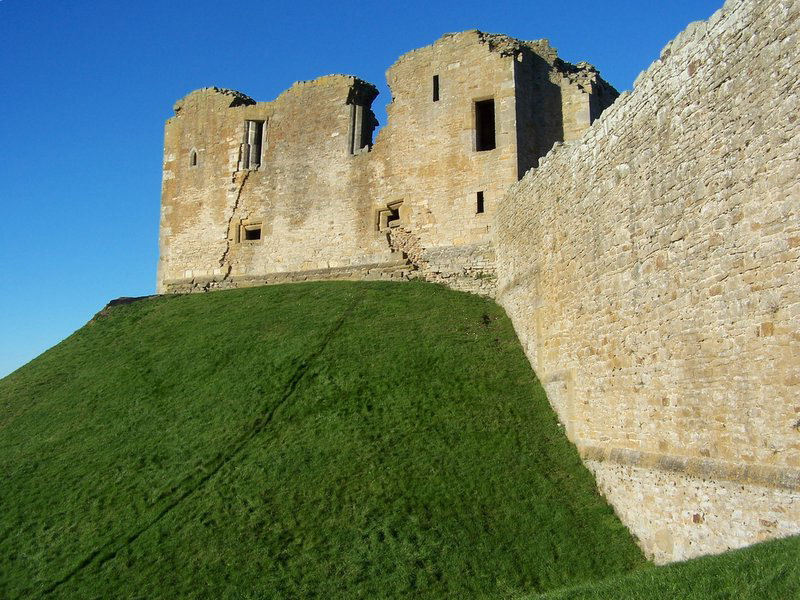
Замок Даффус, строительство которого, возможно, начал Фрескин.

Фрескин (ум. до 1171 года) был фламандским дворянином, поселившимся в Шотландии во время правления короля Давида I. Он стал родоначальником семей Мюррей и Сазерленд, а возможно, и других.

## Происхождение
По легенде, что Фрескин прибыл в Шотландскую низменность из Фландрии, а оттуда в Мори на севере страны. Из грамоты, дарованной одному из его сыновей королем Вильгельмом Львом, можно установить, что Фрескин получил от короля Давида землями Стратброка в Западном Лотиане, а также Даффусом, Розейлом, Инчикелем, Махиром и Кинтре в Мори Имя Фрескина фламандского происхождения  и, по словам Джеффри Барроу, «практически несомненно, что Фрескин принадлежал к большой группе фламандских поселенцев, которые прибыли в Шотландию в середине XII века и, в основном, проживали в Западном Лотиане и долине реки Клайд» . Фрескин был одним из нескольких фламандцев, которым были пожалованы земли в Мори; по-видимому, это была попытка королей Шотландии заменить местную гэльскую знать, которая сопротивлялась их правлению и мешала им сформировать сплочённое королевство, что стало особенно заметно во время восстания 1130 года под предводительством Ангуса, графа Мори.

## Наследник
У Фрескина, вероятно, был только один сын, Уильям . Иногда полагают, что у него было ещё двое, Хью и Эндрю, но на самом деле они могли быть сыновьями Уильяма. Вильгельм унаследовал земли своего отца и взял себе имя de Moravia (де Моравия), что на английском Moray («Морей»). Семья Мори или Мюррей стала активно плодиться в Шотландии, и её глава теперь носит титул герцога Атоллского. Хью, один из сыновей Уильяма, приобрёл большой участок земли в Сазерленде. Его сын, Уильям, взял фамилию Сазерленд и в 1230-х годах получил титул графа этого региона. Это титул, который до сих пор носят его потомки.
Связь между Мюрреями и Сазерлендами подтверждается сходством их гербов: у Мюррея лазурный цвет и три серебряные звезды, а у Сазерленда — красный цвет и три звезды.

## Связь с Дугласами

Сравнение между гербами Дугласа и Мюррея

Вполне возможно также, что и род Дугласов происходит от семьи Фрескина. Брициус де Дуглас, сын Уильяма, лорда Дугласа, стал епископом Мори в 1203 году. Среди благотворителей собора Спайни находится человек по имени Фрескин из Кердала, и Брициус называет его своим дядей. Происхождение Фрескина из Кердала неизвестно, но он, несомненно, был потомком самого первого Фрескина.
Связь дополнительно подтверждается сходством гербов семей: на обоих изображены три серебряные звезды на синем фоне, в разных расположениях. Вера в общее происхождение Мюрреев и Дугласов, безусловно, существовала в начале XV века:
"Of Murrawe and the Douglas,
How that thare begynnyng was,
Syn syndry spekis syndryly
I can put that in na story.
But in thare armeyis bath thai bere
The sternys [stars] set in lyke manere;
Til mony men it is yhit sene
Apperand lyk that had bene
Of kyn be descens lyneale
Or be branchys collaterele"